# Бондарев Андрій Леонтійович
Андрій Леонтійович Бондарев  (нар. 20 серпня 1901 — пом. 23 вересня 1961) — радянський військовик, Герой Радянського Союзу (1943), гвардії генерал-лейтенант (1943).

## Життєпис
Народився 20 серпня 1901 року на хуторі Бондарєв (нині Новооскольського району Бєлгородської області РФ) в селянській родині. Українець.
Здобувши початкову освіту, свою трудову діяльність він почав секретарем Бондаревського сільради. Але в січні 1921 року набрав до лав Червоної Армії.
У 1922 році закінчив 52-е Кременчуцькі командні піхотні курси і був направлений на службу в 74-й стрілецький полк на Україні, де проходив її на посадах командира відділення, помічника командира і командира взводу. При цьому, брав активну участь в бойових операціях проти політичного бандитизму на Україні на початку 1920-х років.
У 1927 році Андрій Леонтійович закінчив Київську Об'єднану військову школу і до 1934 року служив в 166-му стрілецькому полку Ленінградського військового округу: командиром взводу, політруком роти, командиром роти, начальником штабу батальйону, помічником начальника штабу полку.
З березня 1934 року — він начальник штабу і виконувач посаду командира навчального батальйону в 167-му стрілецькому полку.
З лютого 1935 року — був начальником штабу 12-го Туркестанського стрілецького полку, а з липня 1937 року — командиром 31-го стрілецького полку.

### Друга Світова війна
З квітня 1938 роки (будучи вже полковником) Андрій Леонтійович командував 43-ю, а з березня 1939 року — 168-ю стрілецькою дивізією, взявши участь в радянсько-фінської війни (1939—1940). За успішне керівництво частинами з'єднання він був нагороджений першим для нього орденом Бойового Червоного Прапора.
У 1941 році полковник Бондарєв А. Л. закінчив Курси удосконалення начальницького складу при Військовій академії імені М. В. Фрунзе і 9 травня 1941 року знову став командиром 168-ї стрілецької дивізії.
З початком радянсько-німецької війни він на чолі ввіреній йому дивізії бився проти фінських військ в районі міста Сортавала у складі 8-ї армії Північного фронту, а з 27 серпня 1941 року — Ленінградського фронту.
Під Ленінградом 168-а дивізія в складі 8-ї армії брала участь в Сенявінской операції. 7 жовтня 1941 полковнику Бондареву А. Л. присвоєно військове звання «генерал-майор».
З 18 листопада 1941 року до початку січня 1942 генерал майор Бондарєв А. Л. був командувачем 8-ю армією Ленінградського фронту. Протягом місяця його армія намагалася розвинути наступ з «Невського п'ятачка» назустріч військам Волховського фронту, але просунутися не змогла і понесла великі втрати. Бондарев був переведений на посаду командувача Невської оперативної групи, але у квітні 1942 року знято і з цього поста як що не впорався з командуванням і відправлений на навчання.
У 1942 році він закінчив прискорений курс Вищої військової академії імені К. Є. Ворошилова.
У квітні 1943 року А. Л. Бондарев призначається командиром 17-го гвардійського стрілецького корпусу і до травня 1944 року під чолі корпусу бився у складі 13-ї, 70-ї, 60-ї та 38-ї армій Центрального, Воронезького та 1- го Українського фронтів. 28 квітня 1943 році йому було присвоєно військове звання «генерал-лейтенант».
Очолюючи це з'єднання, гвардії генерал-лейтенант Бондарев відзначився в Чернігівсько-Прип'ятської наступальної операції, в ході якої війська корпусу звільнили міста Шостка Сумської області та Бахмач Чернігівської області.
Але особливо полководницький талант комкора Бондарева проявився в битві за Дніпро. У ніч на 22 вересня 1943 року корпус Бондарева (13-а армія, Центральний фронт) форсував річку Дніпро біля села Верхні Жари Брагінського району Гомельської області Білорусі, захопив плацдарм і відбив кілька контратак противника. Потім, розвиваючи наступ, війська 17-го гвардійського стрілецького корпусу вийшли до річки Прип'ять і успішно форсували її. За проявлені при цьому мужність і героїзм Указом Президії Верховної Ради СРСР від 16 жовтня 1943 гвардії генерал-лейтенанту Бондарева Андрію Леонтійовичу було присвоєно звання Героя Радянського Союзу з врученням ордена Леніна і медалі «Золота Зірка» (№ 2426).
В подальшому корпус генерала Бондарева брав участь в Київської наступальної та оборонної операціях, в Житомирсько-Бердичівської операції. В ході Проскурівсько-Чернігівської наступальної операції 17-й гвардійський стрілецький корпус генерала Бондарева в першій декаді березня 1944 року звільняє місто Старокостянтинів.
З травня 1944 гвардії генерал-лейтенант Бондарев А. Л. — командир 101-го стрілецького корпусу 38-ї армії. У складі військ 1-го, а потім 4-го Українського фронтів він бере участь в Львівсько-Сандомирської, Західно-Карпатської та Моравська-Остравський наступальних операціях.
24 червня 1945 на Параді Перемоги в Москві на Червоній площі Герой Радянського Союзу, гвардії генерал-лейтенант Бондарев Андрій Леонідович брав участь у складі зведеного полку 4-го Українського фронту.

### Після війни
Після війни генерал-лейтенант Бондарев А. Л. продовжував службу в армії, командуючи корпусом.
З 1946 року викладав у Вищій військовій академії імені К. Є. Ворошилова.
З 1947 року — командир повітряно-десантного корпусу.
З 1950 року — помічник командувача — начальник відділу бойової підготовки 7-ї гвардійської армії.
З 1955 року генерал Бондарев через хворобу пішов у відставку.
Але почесна пенсія була не по нутру Андрію Леонтійовичу. Йому, як небайдужої людини, яка бачила, як нелегко живеться на його рідній землі її справжнім господарям, потрібно було виплеснути з себе всю його кипучу енергію і нереалізовані задуми. Наприкінці 1960 року заслужений ветеран трьох воєн звернувся в Ново-Оскольський райком КПРС з проханням направити його на роботу в колгосп. Члени сільськогосподарської артілі «Пам'ять Леніна» одностайно обрали свого земляка головою колгоспу.
За короткий термін голова-генерал зумів згуртувати навколо себе колгоспників, налагодити колективне господарство, надихнути людей на ударну працю, спрямованих на підйом сільського господарства.
Голова колгоспу Бондарєв А. Л. одним з перших в СРСР став ініціатором введення грошової оплати праці колгоспників. Минуло небагато часу, як колгосп «Пам'ять Леніна» став передовим.
23 вересня 1961 гвардії генерал-лейтенант у відставці, Герой Радянського Союзу А. Л. Бондарев раптово помер у себе в робочому кабінеті в селі Боровки Новооскольського району Бєлгородської області від крововиливу в мозок.
Похований заслужений генерал і колгоспний новатор в селі Боровки Новооскольського району Бєлгородської області, де йому встановлено погруддя.